# 위장병
위장병(胃臟病, 영어: stomach disease)은 위에서 발생하는 병을 말한다. 위장병의 종류는 위궤양, 위염 등이 있다. 발병 원인은 주로 불규칙한 식사 습관, 지나치게 자극적인 음식 및 잦은 알코올 섭취인데 이러한 병이 계속될 경우 암 유발의 원인이 될 수도 있다. 치료는 가벼운 경우 제산제, 소화제로 해결하지만, 심각한 경우 수술을 하기도 한다.

## 같이 보기
- 위장관계